# Amunicja krążąca

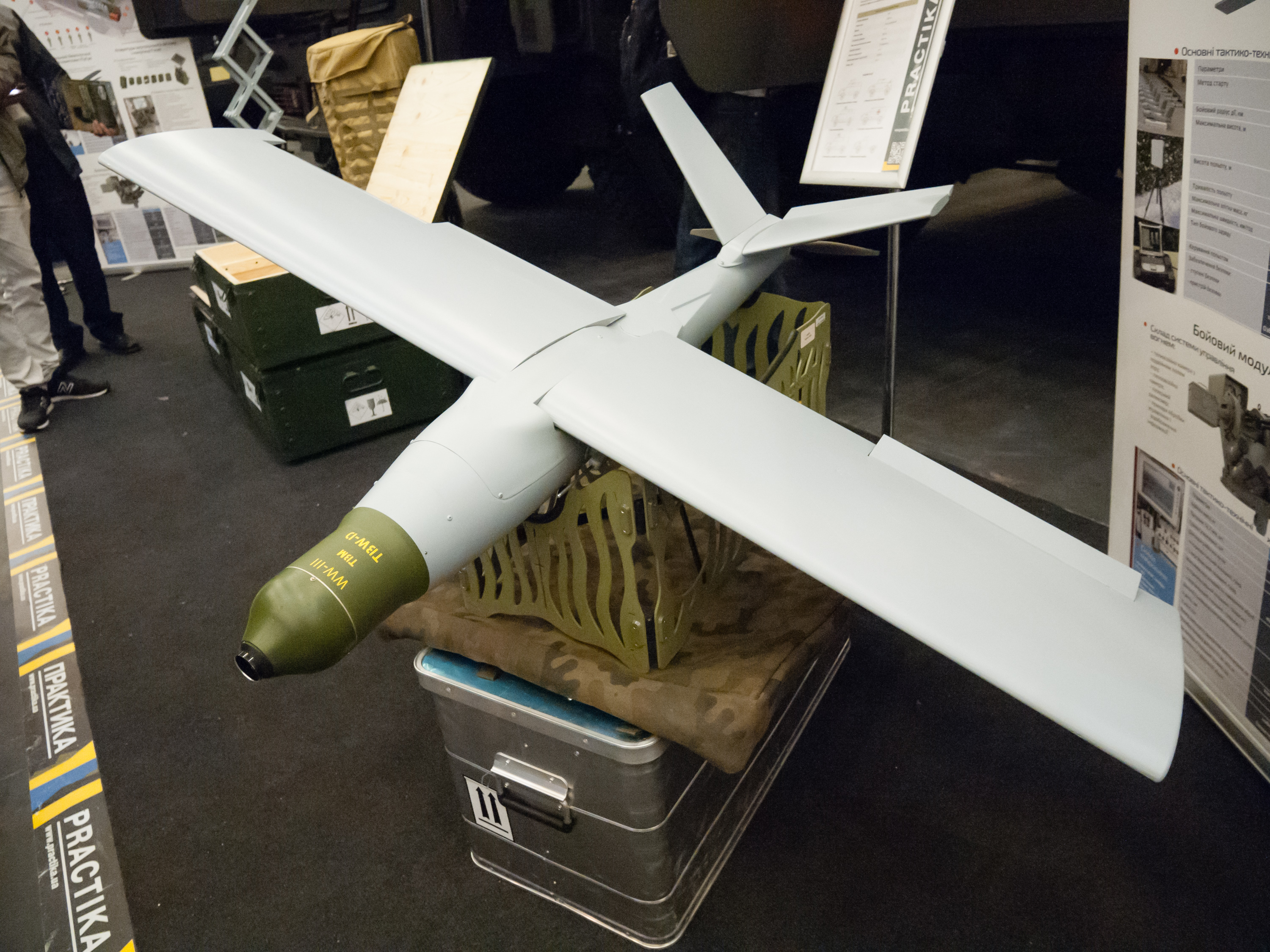
Polski WB Electronics Warmate

Amunicja krążąca (suicide drones) – rodzaj precyzyjnego uzbrojenia, którego głównym elementem jest uderzeniowy bezzałogowy aparat latający. Po wykryciu i identyfikacji celu, maszyna uderza w cel, niszcząc go eksplozją własnej głowicy bojowej.

## Historia
Ideą przyświecającą powstaniu amunicji krążącej była potrzeba pozyskania precyzyjnego uzbrojenia, którego koszty produkcji i eksploatacji byłyby znacząco niższe niż klasycznych środków używanych w realizacji tego typu zadań, jak bomby czy pociski z napędem odrzutowym lub rakietowym. Kolejnym celem, prostszym do osiągnięcia przez amunicję krążącą, a zdecydowanie trudniejszym w przypadku standardowej amunicji precyzyjnej, jest czas działania. Amunicja krążąca może zostać użyta praktycznie zaraz po wykryciu i identyfikacji celu. Jest to tym bardziej możliwe, iż bezzałogowe aparaty realizujące tego typu misje mogą być dodatkowo wyposażone w głowicę obserwacyjną, umożliwiającą rozpoznanie celu, jego identyfikację i natychmiastowy atak. Mogą również otrzymywać dane od innych bezzałogowych maszyn patrolujących wyznaczone obszary. Amunicja krążąca może wykonywać uderzenia zarówno na cele nieruchome, jak i poruszające się. W przypadku wezwania wsparcia artyleryjskiego lub lotniczego, czas od zaobserwowania celu i podjęcia decyzji o jego zniszczeniu do faktycznej realizacji zadania ogniowego mógł być zbyt długi, umożliwiając w ten sposób ucieczkę celu ataku z zagrożonego rejonu. Obok celów lądowych, rozwijane są również aparaty dedykowane zwalczaniu celów nawodnych. Próby w środowisku morskim z powodzeniem przeprowadził izraelski producent aparatów rodziny Hero-30.
Miniaturyzacja systemów i elementów bezzałogowych aparatów latających umożliwia stworzenie tanich w eksploatacji maszyn, do których transportu i obsługi wystarcza pojedyncza osoba. Tego typu aparaty wykorzystywane mogą być przez małe pododdziały wojskowe lub siły specjalne, które dzięki amunicji krążącej uzyskały dostęp do precyzyjnego uzbrojenia na szczeblu taktycznym. Wadą tego typu aparatów są ich niewielkie możliwości niszczące, wynikające z małej masy głowicy bojowej, małego zasięgu i długotrwałości lotu oraz dużej wrażliwości na warunki atmosferyczne. Ograniczeniom tym opierają się większe aparaty, ale wymagają one większej infrastruktury, a koszt ich użycia jest odpowiednio wyższy.
Prekursorami budowy amunicji krążącej były Stany Zjednoczone i Izrael. W obydwu krajach w drugiej połowie lat 70. XX wieku rozpoczęto prace, których efektem były używane operacyjnie pociski Delilah oraz amerykański przeciwradarowy AGM-136 Tacit Rainbow. Do grona około piętnastu państw użytkujących lub produkujących amunicję krążącą zalicza się również Polska, w której zaprojektowano i wybudowano ITWL NeoX oraz sprawdzony w warunkach bojowych aparat WB Electronics Warmate i jego wersję rozwojową WB Electronics Warmate 2. W mediach upowszechniły się potoczne określenia „dron-samobójca” lub „dron-kamikaze”, jednak mają one propagandowy wydźwięk, sugerujący broń o charakterze terrorystycznym.
Amunicja krążąca może być zwalczana przez te same środki, które służą do walki z bezzałogowymi aparatami latającymi. Środki walki radioelektronicznej, mające na celu zakłócenie lub przerwanie łączności pomiędzy stanowiskiem sterowania aparatem lub broń wysokoenergetyczna – lasery lub systemy emitujące mikrofale niszczące układy sterowania elektronicznego. Z powodzeniem mogą być również stosowane klasyczne środki zwalczania napadu lotniczego, zarówno artyleryjskie jak i rakietowe. Jednak koszt ich użycia może dalece przewyższać wartość zniszczonego celu.
Ewolucja walk na Ukrainie, po rosyjskiej inwazji na ten kraj, pokazała, jak dalece można obniżyć koszty użycia amunicji krążącej. Obok klasycznych bezzałogowych aparatów konstruowanych od początku w celu wypełniania samobójczych misji, na masową skalę zaczęto używać prostych, komercyjnych wirnikowców FPV (First Person View). Pojedynczy aparat, może kosztować poniżej 400 USD. Po podwieszeniu przeciwpancernego granatu RKG-3 lub innego ładunku zamienia się w bardzo tanią amunicję krążącą. W przypadku braku przeciwdziałania ze strony nieprzyjaciela ma szanse na ponowne użycie. Przykładem jak skuteczna może być to broń, była akcja przeprowadzona przez stronę ukraińską w rejonie miejscowości Krynki. Ukraiński dron obserwacyjny wykrył rosyjski kołowy transporter opancerzony BTR-82, który po otwarciu ognia próbował szybko wycofać się na bezpieczną pozycję. Niestety, dla załogi pojazdu, zakopał się on w błocie. Unieruchomiony transporter został zaatakowany i wyeliminowany przez bezzałogowy, uzbrojony FPV. Od czasu wykrycia pojazdu do momentu ataku minęło 80 sekund. Ukraińskie aparaty działały w przestrzeni chronionej przed rosyjskimi bezzałogowcami przez własne urządzenia zakłócające.

## I na lądzie
Amunicja krążąca nie musi opierać się tylko na platformach latających. Pod koniec 2021 roku, polska firma Macro-System rozpoczęła prace nad lądową platformą, wypełniającą zadania amunicji krążącej. Opracowano i wybudowano niewielki, czterokołowy pojazd Gnom, napędzany silnikiem elektrycznym. Aparat o rozmiarach 550 mm długości, 400 mm wysokości i masie z głowicą bojową rzędu 7 kg, może razić szerokie spektrum celów: opancerzone i nie opancerzone wozy bojowe, stanowiska karabinów maszynowych, obiekty infrastruktury, czołgi, siłę żywą, punkty obserwacyjne. Może działać na otwartym terenie, zabudowanym, lesistym, wewnątrz pomieszczeń. Gnom sterowany jest przez operatora, który kontroluje ruch pojazdu dzięki umieszczonej na nim kamerze telewizyjnej LLLTV (Light Low Level Television). Obraz z kamery przekazywany jest do gogli operatora pojazdu. Gnom może przenosić głowicę kumulacyjną, termobaryczną, odłamkową.

## Użycie
Udokumentowano użycie rosyjskich Zala Kub-BLA w trakcie rosyjskiej inwazji na Ukrainę w 2022 roku. Efekt ich wykorzystania był jednak mocno niezadowalający. Doszło do kilku awarii systemu, który nawet uderzając w cel, nie inicjował detonacji ładunku wybuchowego. Kolejnymi aparatami określanymi mianem amunicji krążącej, użytymi podczas wojny na Ukrainie, były irańskie drony Shahed 131 i Shahed 136 zakupione przez Rosję i wykorzystywane przez jej siły zbrojne. Pierwsze, udokumentowane użycie wersji 136, miało miejsce w Kupiańsku 13 września 2022 roku. 23 września tego samego roku zarejestrowano pierwsze, potwierdzone zestrzelenie aparatu. W październiku 2022 roku potwierdzono po raz pierwszy użycie przez Rosjan aparatu Szahed-131. Jakkolwiek obydwa irańskie konstrukcje określane są mianem amunicji krążącej, to jednak ich możliwości bojowe nie wypełniają definicji owej amunicji. Obydwa aparaty podążają do wcześniej, z góry ustalonego, zaprogramowanego celu o znanym położeniu. Wyklucza to możliwość ataku na cele znajdujące się w ruchu i/lub zmieniające swoje położenie. Obydwa urządzenia nie przenoszą na swoich pokładach systemów do wykrywania i identyfikacji celu. Nie mają możliwości patrolowania określonego obszaru i atakowania wykrytych stanowisk potencjalnego nieprzyjaciela. Według niektórych doniesień, na pokładach aparatów wykorzystywanych przez Rosjan miały pojawić się łącza satelitarne systemu Iridium, co miało umożliwić zmianę koordynatów celu już w trakcie lotu. Nadal jednak, z powodu ograniczonej przepustowości wymiany danych i brak czujników pokładowych, możliwe jest atakowanie tylko celów nieruchomych.